# Time Nacional de Críquete Feminino da Índia
A equipe de críquete feminina da Índia, também conhecida como Mulheres em Azul, representa a Índia no críquete feminino internacional. Uma das oito equipes que competem no Campeonato Feminino ICC, o mais alto nível de críquete feminino internacional. o time é organizado pelo Conselho de Controle de Críquete na Índia (BCCI).
A índia fez o seu teste de estreia, em 1976, contra o West Indies, e sua estréia Um Dia Internacional (ODI) na Copa do Mundo de 1978, que ele hospedou. A equipe fez o final da Copa do Mundo de 2005, perdendo para a Austrália por 98 runs, e fez a semi-final, em outras três ocasiões (em 1997, 2000 e 2009). A índia também fez as semi-finais da World Twenty20 duas vezes (2009 e 2010), mas ainda está para progredir no torneio.

## História

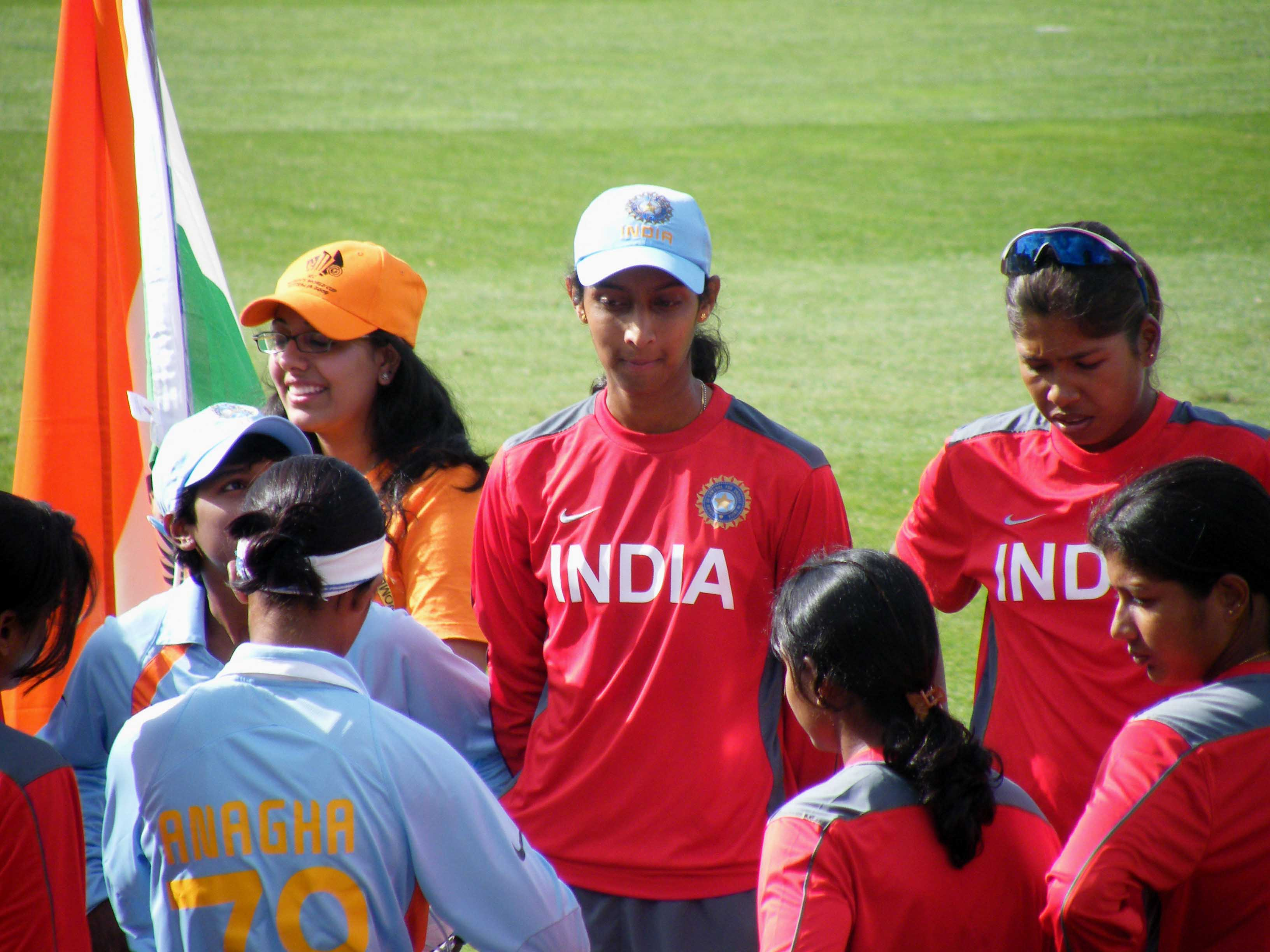
Membros da equipe de críquete Indiano antes de uma Copa do Mundo de Críquete Feminino em Sydney

Os Britânicos trouxeram o críquete para a Índia no início de 1700, com a primeira partida de críquete jogada em 1721. O primeiro clube indiano de críquete foi criado pela comunidade Parsi, em Bombay, em 1848; o clube jogou a sua primeira partida contra os Europeus, em 1877. A primeira equipe oficial Indiana de críquete foi formada, em 1911, e percorreu a Inglaterra, onde jogou contra equipes inglesas. A equipe da Índia fez seu Teste de estreia contra a Inglaterra , em 1932. em torno do mesmo tempo (1934), o primeiro teste feminino foi disputado entre   Inglaterra e  Austrália. no Entanto, as mulheres do grilo chegou na Índia, muito mais tarde; a Associação de Críquete feminino da Índia foi formado em 1973. A equipe de mulheres indianas disputaram o seu primeiro jogo de Teste, em 1976, contra o West Indies.

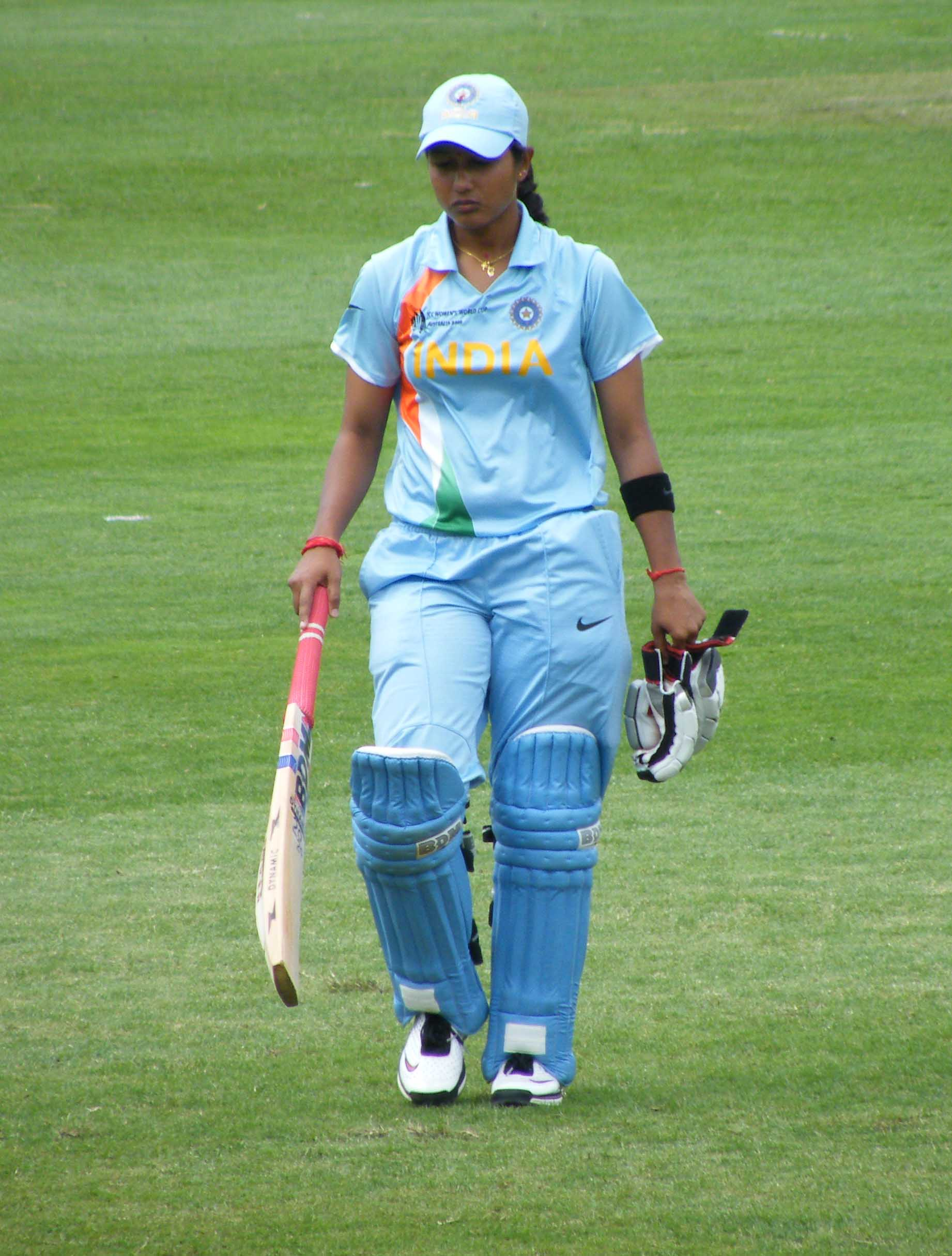
Rebatedora indiana na Copa do Mundo de Críquete, em 2010

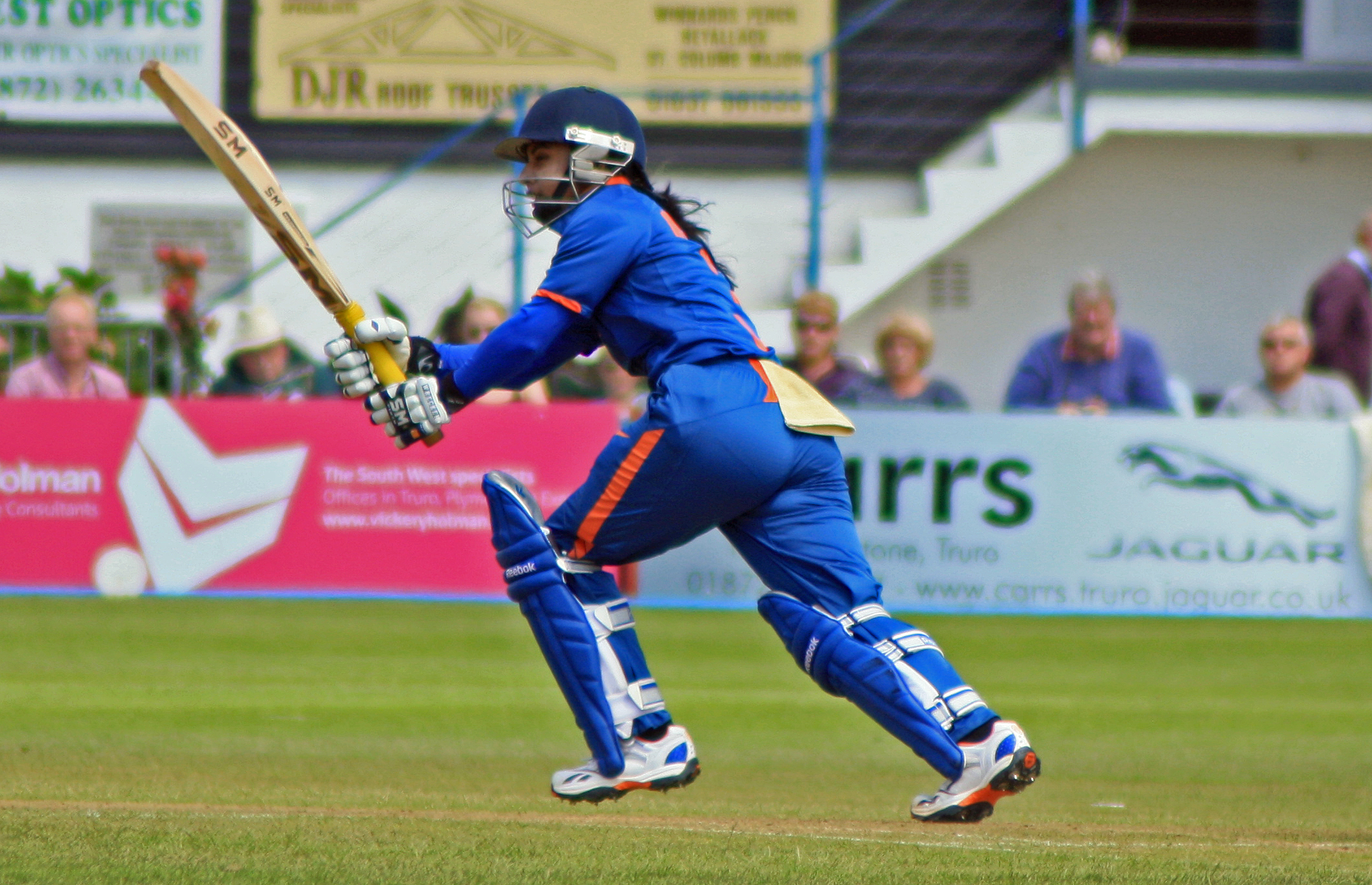
Mitali raj, Capitã do Time Feminino de Críquete da Índia.

Como parte da iniciativa do International Cricket Council para desenvolver mulheres no críquete, a Associação de Críquete Feminino da Índia foi mesclada com o Conselho de Controle de Críquete na Índia , em 2006.

## Atual ranking internacional, Top 10
A Classificação de Mulheres ICC incorpora resultados de Testes, ODIs e T20Is em um único sistema de classificação.
| Posição | Time          | Pontos | Classificação |
| ------- | ------------- | ------ | ------------- |
| 1       | Austrália     | 7,352  | 129           |
| 2       | Inglaterra    | 6,065  | 121           |
| 3       | Nova Zelândia | 7,236  | 119           |
| 4       | Índia         | 6,239  | 113           |
| 5       | West Indies   | 5,788  | 105           |
| 6       | África do Sul | 6,739  | 92            |
| 7       | Paquistão     | 4,416  | 75            |
| 8       | Sri Lanka     | 3,747  | 67            |
| 9       | Bangladesh    | 1,254  | 42            |
| 10      | Irlanda       | 1,016  | 33            |